# Емполи
Емполи (итал. Empoli) град је у средишњој Италији. Емполи је други по величини град округа Фиренца у оквиру италијанске покрајине Тоскана.

## Природне одлике
Град Емполи налази се у средишњем делу Италије, 20 км западно од Фиренце, седишта округа. Град се налази у равници реке Арно, изнад које се ка северу издижу северни Апенини.

## Становништво
Према резултатима пописа становништва 2011. у општини је живело 46.541 становника.
| 1931.  | 1936.  | 1951.  | 1961.  | 1971.  | 1981.  | 1991.  | 2001.  | 2011.  |
| ------ | ------ | ------ | ------ | ------ | ------ | ------ | ------ | ------ |
| 25.034 | 26.212 | 29.330 | 36.996 | 44.129 | 45.181 | 43.522 | 44.094 | 46.541 |

Емполи данас има преко 47.000 становника (бројчано други град у округу), махом Италијана. Током протеклих деценија у град се доселило много досељеника из иностранства.

## Привреда
Емполи је познат као средиште развијеног пољопривредног краја, а у граду доминира прехрамбена индустрија. За Емполи је особено гајење артичоке.

## Партнерски градови
- Намир
- Обервилије
- Безансон
- Sankt Georgen an der Gusen
- Толедо